# Michael Valiante
Michael Valiante (New Westminster, 11 de novembro de 1979) é um automobilista canadense que disputou a Champ Car em 2004.